# 下平吉長
下平 吉長（しもだいら よしなが）は、戦国時代から安土桃山時代にかけての武将。上杉氏の家臣。越後国魚沼郡妻有郷の千手城主。

## 略歴
天文23年（1554年）から弘治2年（1556年）にかけて、上野家成と上田を巡る領地争いを起こし、これが発展し下平方の大熊朝秀らと上野方の本庄実乃らの争いとなる。この時期に盟主の長尾景虎（上杉謙信）が起こした出奔・出家騒動はこの家臣間の争いに謙信が倦んだため、と伝わる。
永禄7年（1564年）7月5日、上田領主・長尾政景を野尻池で溺死させ謀殺した（『穴沢文書』）という説がある。またこの際、吉長も溺死したとする説があるが、一般的にはこれは吉長ではなく宇佐美定満であるとされている（『北越軍談』）。
天正6年（1578年）の御館の乱で上杉景虎側に付いたため、その後領地を没収され、その地は小森沢政秀に与えられた。